# Caso PSV
El caso PSV fue un escándalo político-sindical originado en España en el seno de la Unión General de Trabajadores (UGT) en diciembre de 1993. El sindicato socialista había impulsado desde unos años antes una empresa denominada Promoción Social de Viviendas (sigla PSV), fundada en 1988, para promover la construcción de miles de viviendas a bajo precio para trabajadores en España. La quiebra de la promotora, en diciembre de 1993, provocó la intervención del Gobierno del PSOE por disponer la cooperativa de solares públicos, aunque cedidos, para la edificación. Como consecuencia de la instrucción del caso, se destaparon irregularidades en la gestión de las aportaciones de los trabajadores y el secretario general del sindicato, Nicolás Redondo, renunció a presentarse a la reelección.

## Historia
Hacia 1986, UGT apuesta por convertirse en un sindicato de servicios. Su idea es parecerse a los sindicatos alemanes, un sindicato menos politizado pero mucho más poderoso. Por eso crea un fuerte grupo empresarial, con promotora inmobiliaria (PSV), constructora (IGS) y compañía aseguradora (UNIAL). UGT quiere aprovechar el tirón del boom económico de la Expo de Sevilla y las Olimpiadas de Barcelona de 1992. Y PSV, creada en 1988, lanza una serie de viviendas asequibles por todo el territorio nacional en forma de cooperativas. Se estima que vendieron más de 20.000 viviendas.

### Primeros problemas
Pronto surgieron los primeros problemas en el seno de la PSV, justo un año después de su creación, en septiembre de 1989. Al parecer, algunas entidades de crédito se negaron a financiar los proyectos megalómanos del grupo empresarial Iniciativas y Gestión de Servicios Urbanos (IGS), del que formaba parte la cooperativa PSV.
En diciembre de 1993, la cooperativa PSV se declaró en suspensión de pagos. En abril de 1994 se levantó la suspensión de pagos para facilitar la liquidación de la sociedad, a través de la intervención del Gobierno. El argumento del Gobierno socialista fue que los terrenos de la promotora inmobiliaria (IGS) eran públicos pero cedidos en derecho de superficie a la gestora. Como suelo público, el Gobierno decidió, a través del ICO, aprobar un aval para cubrir la financiación que necesitaba la cooperativa para retomar la construcción de las promociones paralizadas.

### Detenciones
El 29 de junio de 1994 ingresa en prisión sin fianza el director de PSV, Carlos Sotos, por una presunta estafa y apropiación indebida. Dos semanas después, ingresó en prisión el exsecretario de finanzas de la UGT, Paulino Barrabés. Barrabés fue puesto en libertad condicional quince días después.
Tras la quiebra de PSV, en 1994, el sindicato UGT tuvo que hipotecar todo su patrimonio en un crédito del ICO a causa de una deuda generada por la asunción de la totalidad de lo adeudado por su cooperativa de viviendas PSV tras su quiebra, que afectó a casi 20.000 cooperativistas. Posteriormente, Carlos Sotos exgerente de PSV fue condenado a dos años y cuatro meses de prisión menor por un delito de apropiación indebida sin lucro personal y a indemnizar a los casi 20.000 afectados. UGT declarado responsable civil subsidiario, tuvo que hacer frente a las indemnizaciones.
Algunos cooperativistas recuperaron parte de sus aportaciones -el 75% siempre que fueran inferiores a siete millones de pesetas- y el resto consiguieron sus viviendas, pagando un 7% más sobre el precio inicial. El proceso se alargaría durante casi ocho años.

## Sentencia
En 2003 el Tribunal Supremo de España eximió al sindicato UGT del pago de la indemnización de 78,13 millones de euros de responsabilidad civil subsidiaria en el caso PSV. Sin embargo, confirmó la condena de dos años y cuatro meses impuesta por la Audiencia Nacional al director de la cooperativa de viviendas PSV, Carlos Sotos.